# Duvenstedter Brook
El Duvenstedter Brook és un aiguamoll i un dels parcs naturals d'Hamburg, protegits, promoguts i gestionats pel senat de l'estat d'Hamburg a Alemanya. L'aiguamoll es troba al nord-est d'Hamburg a la frontera amb Slesvig-Holstein a Wohldorf-Ohlstedt.

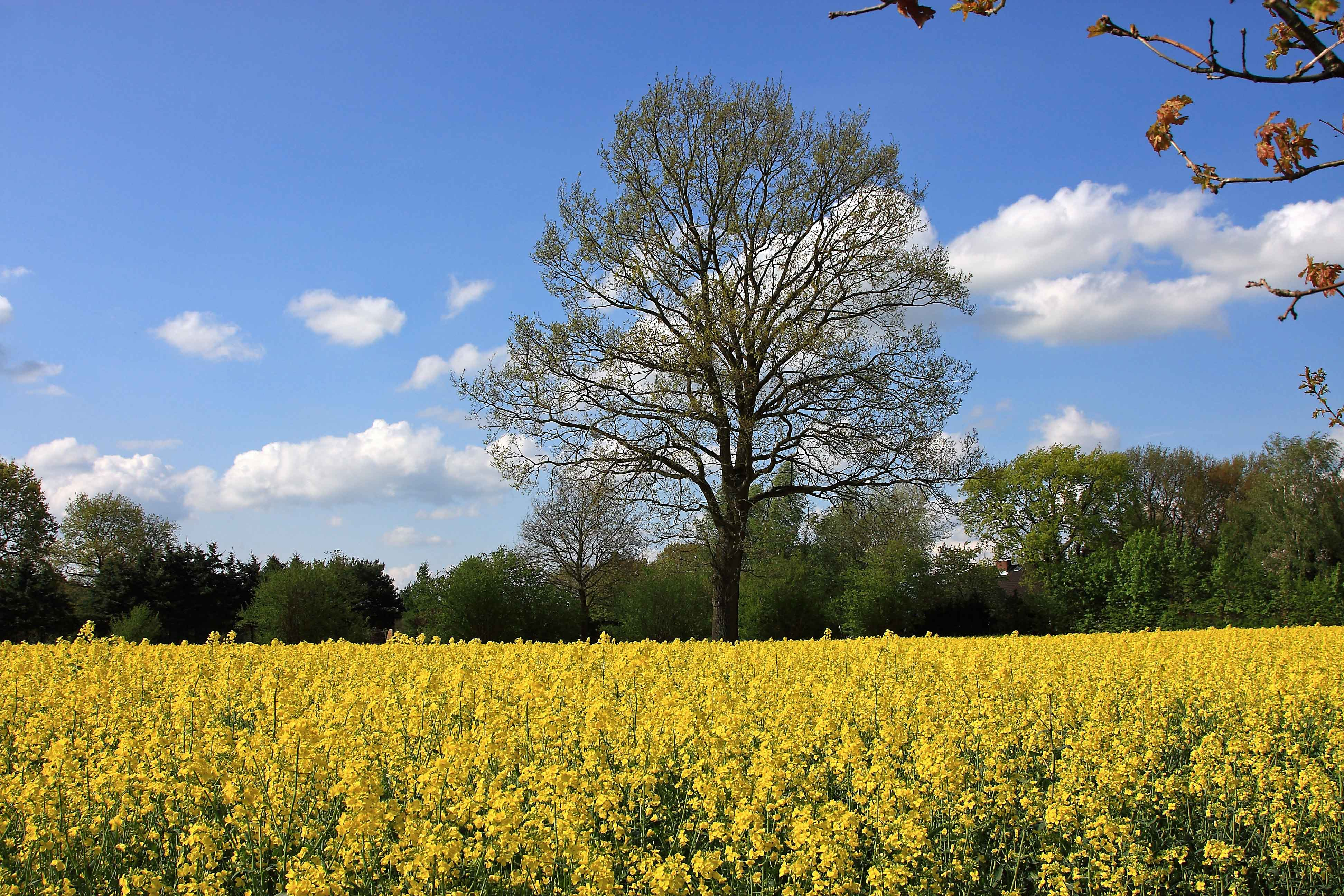
El parc a la primavera prop del Wiemerskamper Weg

El parc està emparat legalment per un Pla especial de protecció del medi físic i el paisatge, aprovat el 29 de juliol de 1958. Junt amb les parcs naturals limítrofs del Wohldorfer Wald, Ammersbek-Hunnau i Klein-Hansdorfer Brook al municipi de Jersbek form un conjunt natural del més importants d'Alemanya.

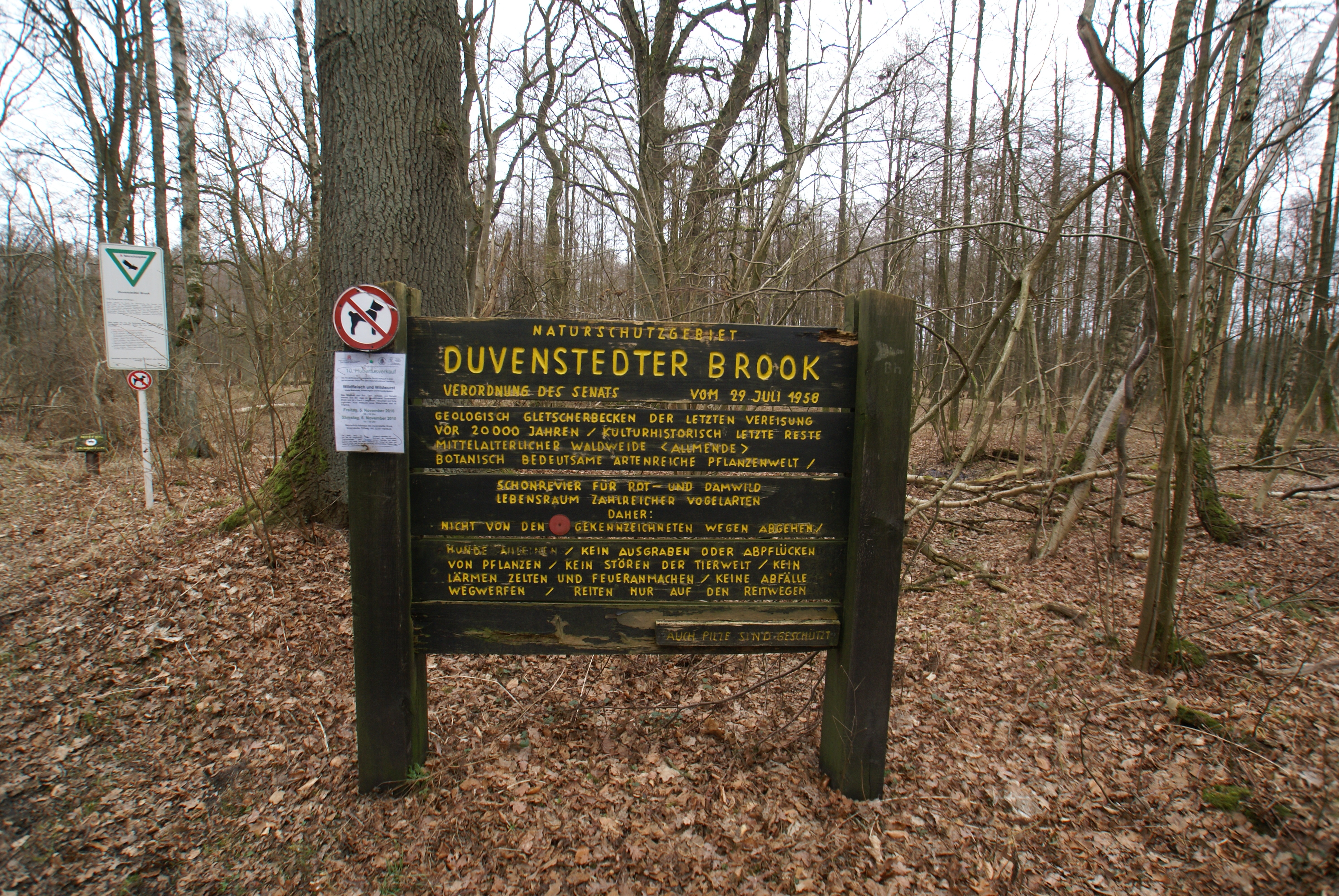
Taula d'informació a l'entrada del brook a la frontera entre Wohldorf-Ohlstedt i Hoisbüttel

Els camperols de Duvenstedt i Lemsahl-Mellingstadt van utilitzar l'aiguamoll i els prats molls com pasturatge i com torbera. A la fi del segle xvii tornà a la senyoria de Tangstedt. Després va esdevenir la caça priva de la família Jauch d'Hamburg. Des de 1925 la ciutat d'Hamburg va començar a comprar llargues parts de l'aiguamoll, que aleshores encara era una part del districte de Stormarn, que només el 1937 amb la llei de l'àrea metropolitana d'Hamburg (Groß-Hamburg-Gesetz) passà a la ciutat hanseàtica. Una part important del Duvenstedter Brook va esdevenir la caça privada del nazi-Gauleiter Karl Kaufmann.
Després de centenars d'anys de desguas, per a facilitar l'explotació, a la fi dels anys 70 del segle passat van tornar a humidificar la reserva, el que va conduir a una diversifació de la flora i de la fauna. Ja als anys huitanta, les grues i el 1987 els bernats pescaires. També els cervols comuns i les daines s'hi troben bé. Altres espècies interessant són la granota camperola, la reineta arbòria, el toixó, el gos viverrí, la becada, el becadell comú, el xarxet comú, el morell d'ulls grocs, l'arpellot de marjal, l'aligot vesper i per intermitència l'àguila marina, l'àguila peixatera i la cigonya negra.
Plantes importants són la dròsera, el narthecium ossifragum, diverses orquídies, la dactylorhiza maculata, la platanthera bifolia, la fritil·lària meleagris, el ranunculus aquatilis i la hottonia palustris.

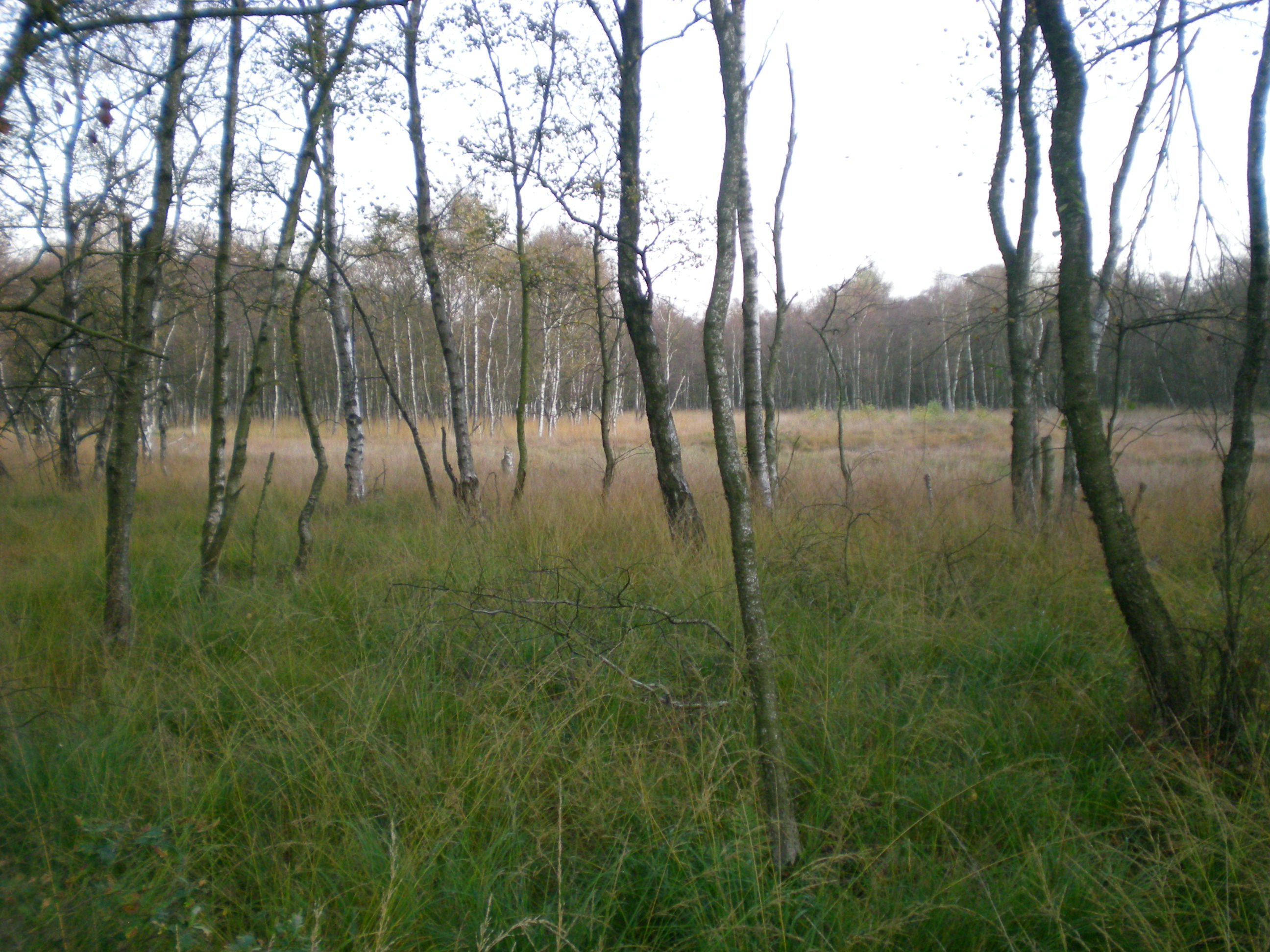
Duvenstedter Brook a la tardor
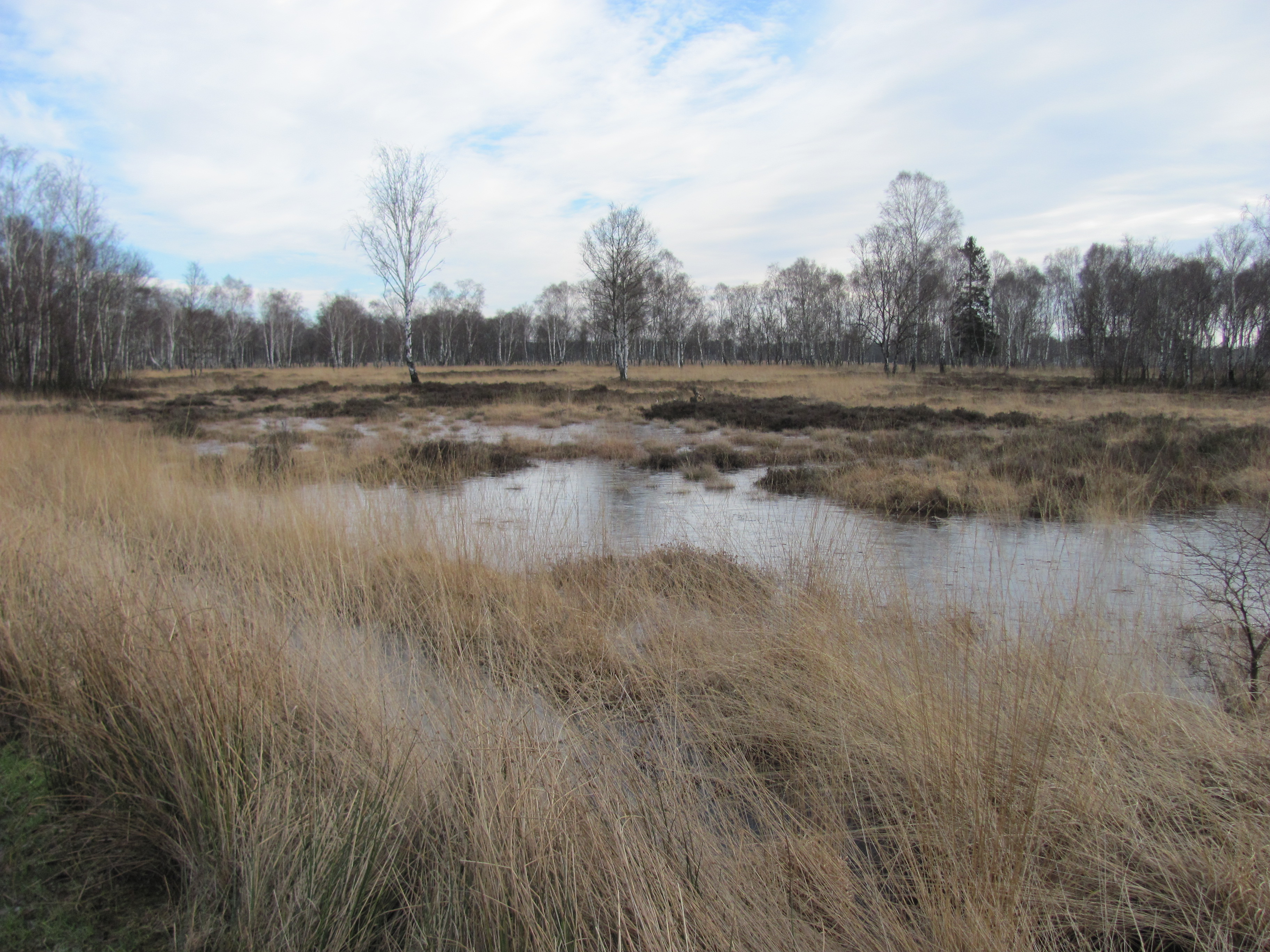
A prop del carrer Bültenkrugweg
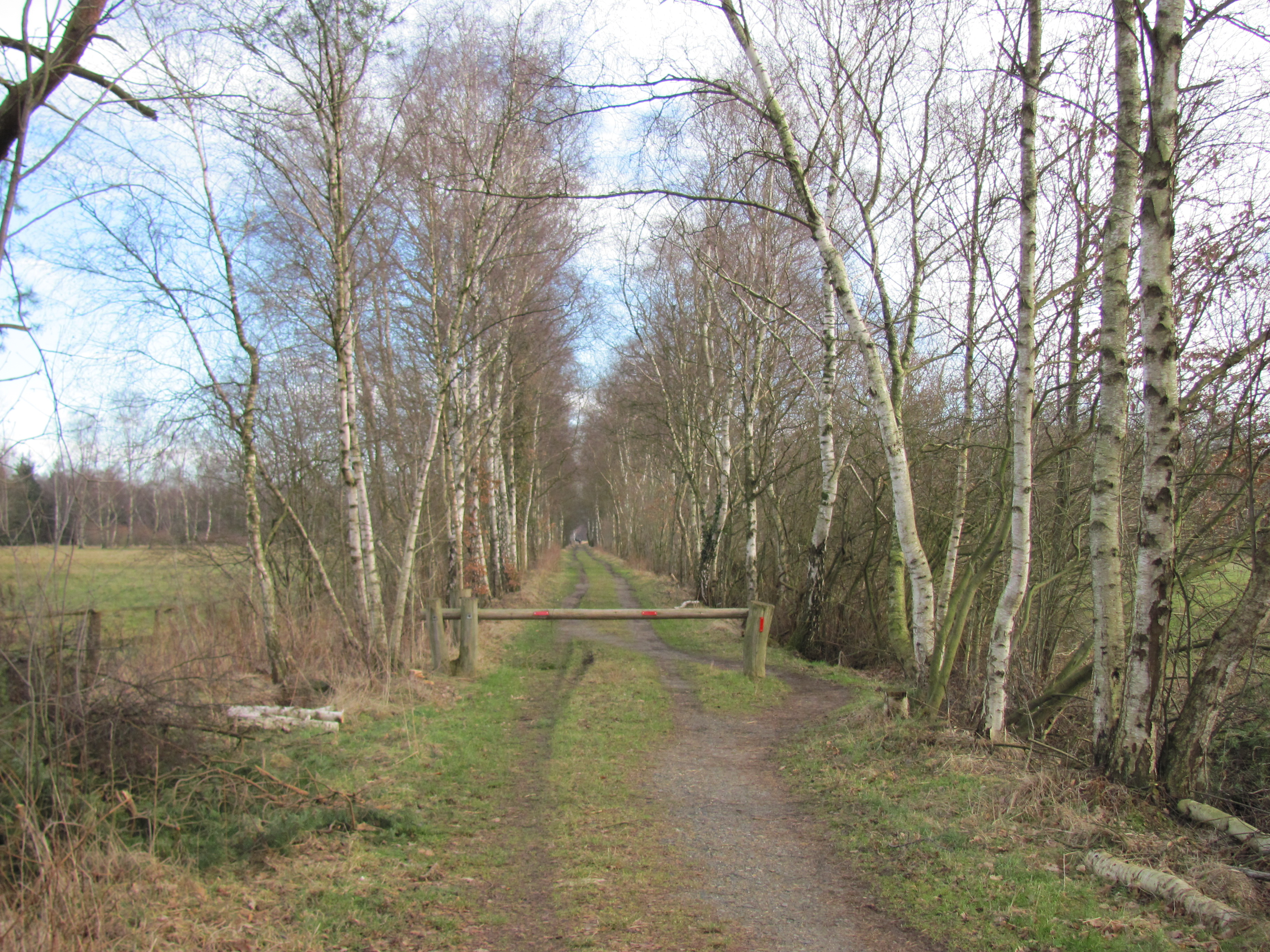
ibidem
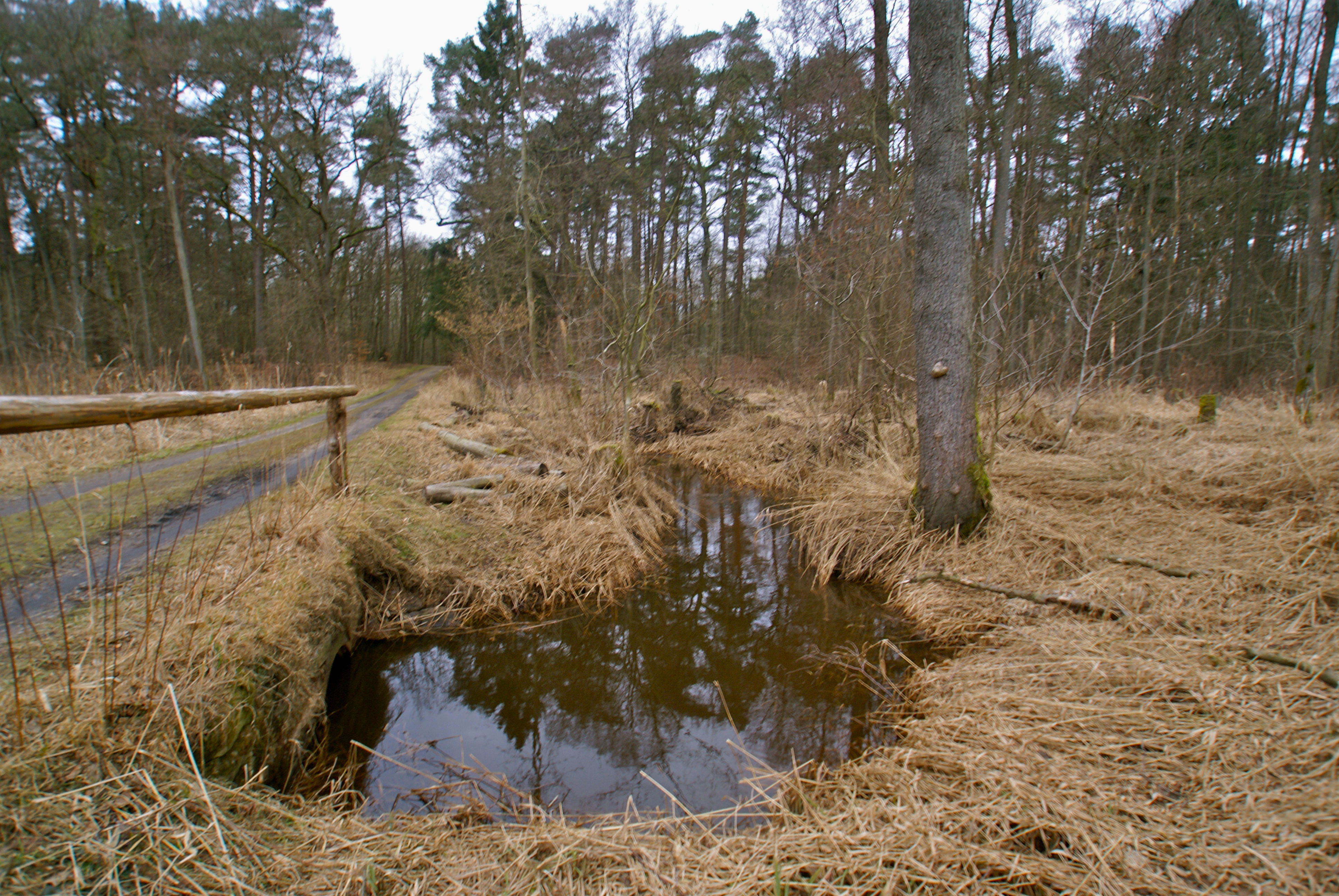
El riu Ellernbek
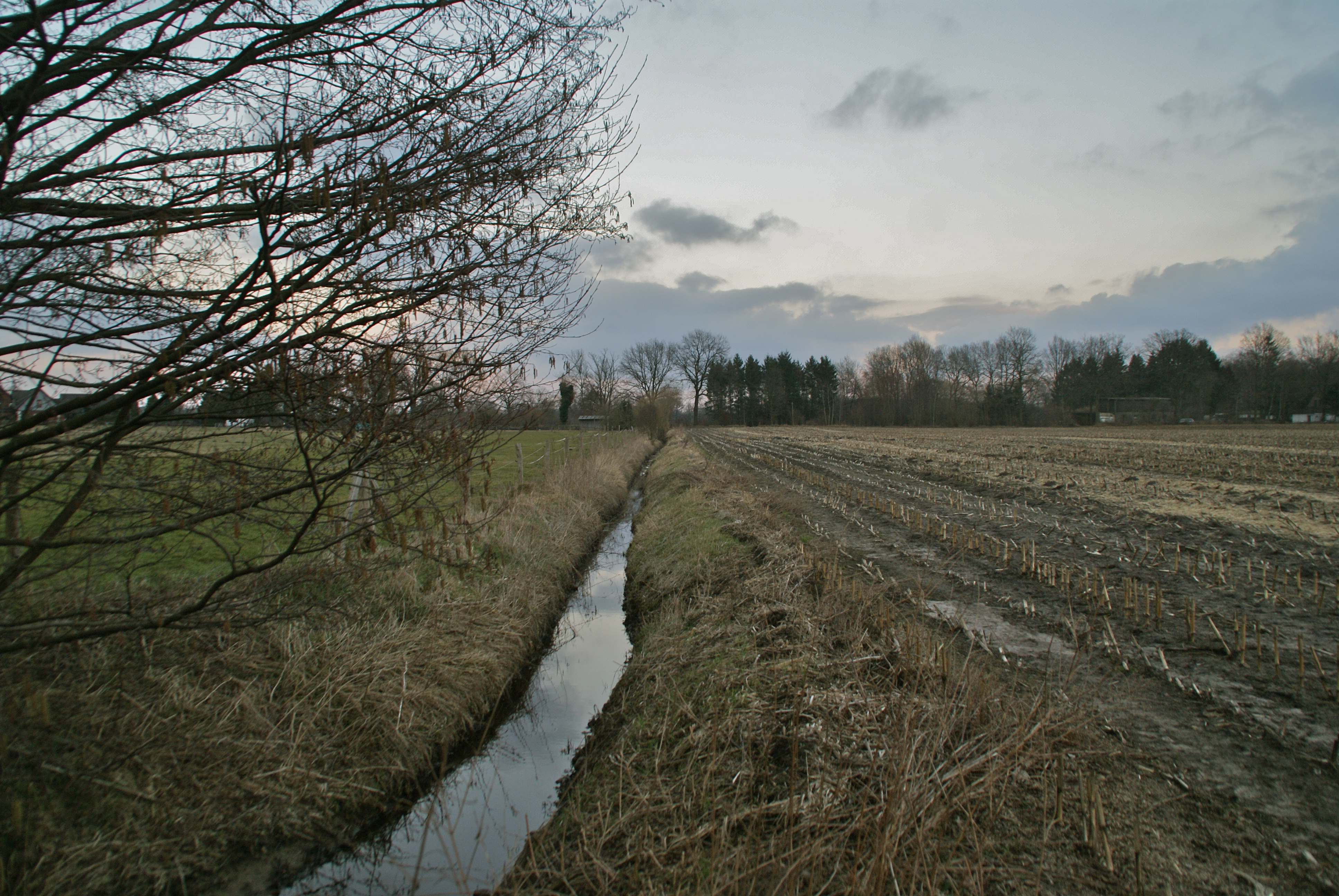
El Wiemersbek

La major part de l'aiguamoll desguassa via l'Ammersbek a l'Alster. La part septentrional desguassa via uns rierols-font sense nom al Sielbek.
- Ammersbek

- Röthbek
- Ellernbek

- Geelengraben

- Geelenbek

- Sielbek

- Wiemersbek

## Ennlaços externs
- Reserva natural del Duvenstedter Brook
- Naturschutzbund Walddörfer
- Mapa del Duvenstedter Brook
- Revierförsterei Duvenstedter Brook Arxivat 2011-11-09 a Wayback Machine.

 A Wikimedia Commons hi ha contingut multimèdia relatiu a: Duvenstedter Brook